# Медведєв Павло Миколайович
Медведєв Павло Миколайович (1905 , Нижній Новгород, Нижньогородська губернія, Російська імперія  — 4 червня 1998 , Москва, Росія ) — начальник 2 управління НКДБ-МДБ УРСР з червня 1943 до 03.11.47, старший радник, старший консультант КДБ при МНБ Чехословаччини з вересня 1954 до лютого 1961, генерал-майор. Нагороджений Указом Президії Верховної Ради СРСР від 20 жовтня 1944 «за боротьбу з національним опором в Західній Україні».

## Ранні роки
Народився в сім'ї машиніста Волзького пароплавства (батько помер в 1909).
Працювати почав з 14 років.
Закінчив 5 курсів політехнікуму водних шляхів сполучення в 1922.
Працював слюсарем, кочегаром, кур'єром, комірником, бував безробітним.
З червня 1928 до травня 1930 працював слюсарем-інструментальником на заводі № 80, Дзержинськ.
В комуністичній партії з вересня 1929.

## В органах ОГПУ-НКВС-НКДБ-МДБ-МВС-КДБ
- співробітник ПП ОГПУ — УНКВС Нижньогородського-Горьковського краю травень 1930-березень 1936;
- помічник начальника, начальник міського відділу НКВС, Дзержинськ, березень 1936 — травень 1938;
- заступник начальника 3 відділу УГБ УНКВС Київська області, травень-серпень 1938;
- начальник 4 відділу УДБ УНКВС Київської області 09.08.38 — лютий 1939;
- начальник відділу, тимчасово виконуючий обов'язки заступника начальника відділу НКВС УРСР лютий 1939 — квітень 1941;
- виконуючий обов'язки заступника начальника 3 управління НКДБ УРСР квітень-серпень 1941;
- начальник 3 управління НКВС УРСР, Київ, Харків, Ворошиловград, с. Мєловоє, Енгельс, Харків, серпень 1941 — червень 1943;
- начальник 2 управління НКДБ-МДБ УРСР, червень 1943-03.11.47;
- начальник відділу «2-Е» 2 головного управління МДБ СРСР 03.11.47-25.05.49;
- заступник уповноваженого МДБ-МВС в Німеччині 01.04.49-05.06.53;
- начальник 3 відділу, 2 головного управління МВС СРСР 05.06.53-18.07.53;
- заступник уповноваженого МВС-КДБ в Німеччині 18.07.53-22.06.54;
- заступник начальника Інспекції з питань безпеки при Верховному комісарові СРСР у Німеччині 22.06.54-03.09.54;
- старший радник, старший консультант КДБ при МНБ Чехословаччини 03.09.54-02.61;
- звільнений 18.08.61 через хворобу.

## Звання
- лейтенант ДБ (упом. 08.38);
- капітан ДБ 22.01.42;
- підполковник ДБ 11.02.43;
- полковник 25.09.45;
- генерал-майор 09.01.57.

## Нагороди
- орден Червоного Прапора 24.11.50;
- орден Вітчизняної війни 1 ступеня 10.04.45;
- орден Вітчизняної війни 2 ступеня 20.10.44;
- 4 ордени Червоної Зірки 20.09.43, 12.05.45, 26.08.54, 10.05.58;
- 5 медалей;
- знак «Заслужений робітник НКВС» 28.05.41;
- знак «Почесний співробітник державної безпеки» 23.12.57.